# Huawei Mate 20 Pro
Mate 20 Pro（メイト 20 プロ）は、ファーウェイが発表・発売したMateシリーズのAndroidスマートフォン。SIMフリー版の製品番号はLYA-L29で、国内キャリア版の製品番号はLYA-L09。

## 概要
2018年10月16日、ファーウェイがイギリス・ロンドンで独自イベントを開催し、Mateシリーズのフラッグシップモデルスマートフォンとして発売することが発表された。発表当日にはSIMフリー版がヨーロッパ市場で発売開始され、月内には世界各国に向けて発売された。日本では、同年11月28日にHuawei Japanが発売する旨を発表し、同月30日にSIMフリー版がMVNO各社や家電量販店で発売され、2019年1月11日にはソフトバンクからトワイライトと限定カラーのブラックを含んだ2色が発売された。
Leicaブランドとの共同開発によるトリプルカメラや、ディスプレイ内指紋認証センサーを搭載。SoCのAI機能は、前世代のKirin970より大幅に進化している。

## デザイン
手にフィットする形状となっており、片手操作もしやすい角がとれた最適なカーブ処理が施されている。そのほか、ミッドナイトブルーモデルに限り、筐体に傷や指紋が付きにくく、グリップ力が向上する「ハイパー・オプティカル・パターン加工」がされている。
カラーバリエーションは、ミッドナイトブルーとトワイライトがSIMフリー版で提供され、ソフトバンク版のみ限定カラーのブラックが用意されている。

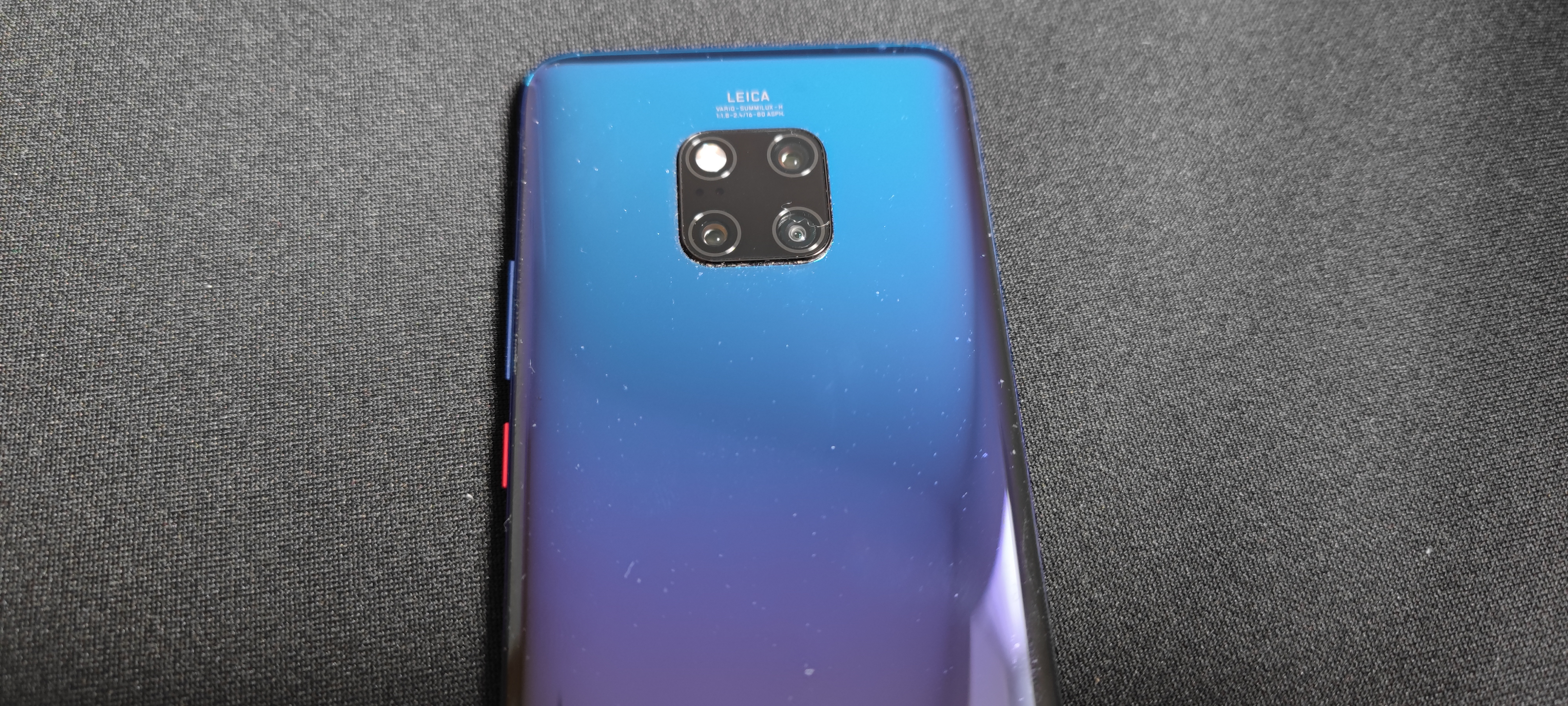
SIMフリー版のトワイライトカラー

| カラー | カラーネーム       | 備考             |
| ------ | ------------------ | ---------------- |
|        | ミッドナイトブルー |                  |
|        | トワイライト       |                  |
|        | ブラック           | ソフトバンク専売 |

## 仕様

### ハードウェア

#### ディスプレイ
両端がエッジ形状の約6.39インチ有機ELディスプレイ（フルビューディスプレイ）を搭載し、最大で3120×1440ピクセルの2K＋解像度に対応している。解像度の切り替えが可能となっており、設定から（2K＋<WQHD＋>:3120×1440px、FHD＋:2340×1080px、HD＋:1560×720px）の3段階から選択できる。画面強度はGorilla Glass 5で、画面上端の中央には3D顔認証ロック解除に対応したインカメラやスピーカーおよび通知ランプを含んだノッチ（切り欠き）がある。下部中央には画面内指紋認証センサー（イン・スクリーン指紋認証機能）を設け、高感度の認証解除を実現している。

### ソフトウェア・UI
オペレーティングシステム（OS）は、Android 9ベースのEMUI 9が初期バージョンとして搭載されている。
SIMフリー版はAndroid 10ベースのEMUI 11に、ソフトバンクモデルはAndroid 10ベースのEMUI 10が最新バージョンとなっている。